# Prielle Lilla
Rónainé Prielle Lilla (Máramarossziget, 1834. ? – Budapest, 1877. december 17.) színésznő. Prielle Kornélia húga, Kilényi Dávid nevelt lánya.

## Életútja
Gyerekként kezdte színészi pályáját. Elismert színésznő volt a vidéken. 1852-től 1857-ig Kolozsvárott, 1858 és 1864 között Győrött működött. 1859. április 11-én mint a Nemzeti Színház új tagja a fővárosi közönségnek is bemutatkozott, az Ő nem féltékeny című vígjátékban. 1863-tól 1874-ig Debrecenben játszott. 1874-ben elhunyt férje, Rónai Gyula, ezután visszavonult a színpadtól.

## Fontosabb szerepei
- Thusnelda (Szigligeti E.: A bajusz)
- Susanne (Sardou: Az utolsó levél).

## Működési adatai
1847: Latabár Endrénél; 1852–57: Kolozsvár; 1857–59: Csabay; 1859–61: Nemzeti Színház; 1862–63: Hubay Gusztávnál; 1863–74: Debrecen; 1876: Debrecen.